# Скоростен път „Монтана – Ботевград“
Скоростен път „Монтана – Ботевград“, част от път I-1 (E79), е проект за изграждане на нов скоростен път и разширение на съществуващи участъци от Републикански път I-1 в Северна България.
Скоростният път се явява продължение на автомагистрала Видин – Монтана в посока автомагистрала „Хемус“ при началото на обходния път на град Монтана. При завършването си ще свързва градовете Монтана, Враца, Мездра и Ботевград. Пътят се реализира чрез разширение на съществуващия републикански път I-1 и по него ще преминава Европейски път Е79. Част от транс-европейски транспортен коридор № IV и от пътната ос „Игуменица/Патра – Атина – София – Будапеща“, определена за Приоритетен проект № 7 на ЕС съгл. решение № 884/2004/ЕО. 
Общата планирана дължина на скоростния път „Монтана – Ботевград“ е около 97,9 km. За пряката връзка на Монтана и София е предвидено изграждането на тунел под прохода Петрохан. 

## Изходи
| Изход | Име       | km    | Дестинация                     | Платна | Забележка                           |
| ----- | --------- | ----- | ------------------------------ | ------ | ----------------------------------- |
|       | Монтана   | 98,4  | Монтана                        |        | В частична експлоатация             |
|       | Монтана   | 100   | Винище, Видин                  |        | В строеж                            |
|       | Арчар     | 103   | Монтана, Арчар (до и от изток) |        | В експлоатация                      |
|       | Лом       | 104,6 | Монтана, Лом                   |        | В експлоатация                      |
|       | Монтана   | 108,6 | Монтана                        |        | В експлоатация                      |
|       | Николово  | 114   | Николово                       |        | Планиран                            |
|       | Крапчене  |       | Крапчене                       |        | Планиран                            |
|       | Сумер     |       | Сумер                          |        | Планиран                            |
|       | Краводер  |       | Краводер                       |        | Планиран                            |
|       | Враца     | 140   | Враца                          |        | В експлоатация (предстои удвояване) |
|       | Нефела    | 142   | Нефела                         |        | В експлоатация (предстои удвояване) |
|       | Криводол  | 144   | Криводол                       |        | В експлоатация (предстои удвояване) |
|       | Оряхово   | 146   | Оряхово                        |        | В експлоатация (предстои удвояване) |
|       | Враца     | 155   | Враца                          |        | В експлоатация (предстои удвояване) |
|       | Моравица  | 158   | Моравица                       |        | В експлоатация                      |
|       | Мездра    | 162   | Мездра                         |        | В строеж                            |
|       | Дърманци  | 164   | Дърманци                       |        | В строеж                            |
|       | Ребърково | 167   | Ребърково                      |        | В експлоатация                      |
|       | Лютидол   | 174   | Лютидол                        |        | В строеж                            |
|       | Новачене  | 184   | Новачене                       |        | В експлоатация                      |
|       | Ботевград | 192   | Ботевград, Скравена            |        | В частична експлоатация             |
|       | Трудовец  | 196   | Трудовец, Ботевград            |        | В експлоатация                      |
|       | АМ Хемус  | 199   | София, Варна                   |        | В експлоатация                      |

## Планиране на пътя между Монтана и Ботевград
Целта на проекта е изграждане на ново пътно трасе или модернизиране на съществуващото на шестте участъка: обходен път на град Монтана, Монтана – Враца, обходен път на град Враца, Враца – Мездра, Мездра – Лютидол и Лютидол – Ботевград (и връзка с автомагистрала Хемус) с обща дължина около 98 km. Основни технически параметри на новопроектирания път са: проектна скорост 120 km/h; пътен габарит Г20 и товароносимост на пътната настилка 11,5 т/ос.

### Монтана – Мездра
Участък 1: обходен път на град Монтана (връзка с АМ Видин – Монтана)
- На пътен възел на 98 km се прави връзка със съществуващия път I-1 и обходен път на гр. Монтана

Участък 2: път I-1 Монтана – Враца от km 111+305 до km 140+008
- Началото и краят на проектния участък са обвързаните съответно с края на изградения път на гр. Монтана и с началото на обходен път на гр. Враца
- За този участък се предвижда пътен габарит Г20 и проектна скорост V = n120 km/h.
- Пътни възли: За връзки с пътната мрежа са предвидени два пътни възела и две директни връзки на две нива.
- На 22 декември 2023 г. е открита процедура по ЗОП за изработване на разширен идеен проект с извършване на пълни инженерно-геоложки проучвания и ПУП – Парцеларен план за участъка.
- На 1 август 2024 г. е подписан договор с "Трансгео" ЕООД по гореспоменатата процедура.

Участък 3: обходен път на град Враца
- На 18 февруари 2025 г. е подписан договор с обединение ИКюИнфра с участници "И КЮ И КОНТРОЛ ООД" и "Инфра про консулт ООД" по процедурата за изработване на разширен идеен проект с извършване на пълни инженерно-геоложки проучвания и ПУП – Парцеларен план по обособена позиция № 2: „Удвояване на обходен път на гр. Враца, с цел привеждането му към габарит Г20 с приблизителна дължина 15 км“.[3]

Участък 4: Враца – Мездра
- Участъкът ще бъде рехабилитиран в рамките на съществуващото трасе, което е с необходимия габарит и не изисква допълнително разширение.

### Мездра – Ботевград
Пътят между Мездра и Ботевград ще бъде с две платна с по две ленти за движение в посока, с габарит Г20. Трасето ще следва съществуващия път, който ще бъде разширен до новия габарит, а настоящото трасе ще бъде основно ремонтирано и реконструирано, където е необходимо. Предвижда се изграждане на обходен път на с. Лютидол, който ще изведе натоварения трафик извън населеното място.
Участък 5: Мездра – Лютидол
- На обхода на с. Лютидол ще бъдат построени два тунела, с дължини съответно 490 m и 340 m. Ще бъдат изградени и ремонтирани редица съоръжения – над жп линията Мездра – София, мостове над р. Искър. Предвидено е построяването на селскостопански надлези, площадки за отдих и т. н.

Участък 6: Лютидол – Ботевград (връзка с АМ „Хемус“)
- Пътят ще се развива по нов терен в участъците, обхождащи селата Лютидол, Типченица, Новачене и Скравена. Ще бъдат изградени и ремонтирани редица съоръжения – над ж. п. линията Мездра – София, мостове над р. Искър, Малата река, Калница, Бебреш, Рударка, както и пътен възел при село Новачене. Републиканските и общинските пътища ще се пресичат чрез кръгови кръстовища „Скравена“ и „Ботевград“. Предвидено е построяването на селскостопански надлези, площадки за отдих и т. н.

## Строителство

### Обход на град Монтана
- На 24 февруари 2012 г. е открита процедура по ЗОП за избор на изпълнител с предмет: “Определяне на изпълнител за строителство на обект: ПЪТ I-1 (Е 79) обходен път на град Монтана – от km 102+060 до km 114+512.20”
- На 5 август 2013 г. е издадено разрешение за строеж на участъка.
- На 27 август 2013 г. е сключен договор за строително-монтажни работи на участъка с ДЗЗД „Обход Монтана” с партньори в обединението „Трейс Груп Холд” АД и „Пи Ес Ай“ АД.
- На 28 август 2013 г. е сключен договор за строителен надзор с Обединение „ЕН АР – ИНФРАМ–2”.
- На 19 септември 2013 г. е направена първа копка на обект "Път I-1 (Е79) „Обходен път на гр. Монтана” от km 102+060 до km 114+512,20".
- На 29 декември 2015 г. обектът е завършен и въведен в експлоатация.

### Монтана – Враца
- Към 1 септември 2024 г. все още не е стартирана процедура за определяне на изпълнител за строителство на участъка.

### Обход на град Враца
- Към 1 септември 2024 г. все още не е стартирана процедура за определяне на изпълнител за удвояването на участъка.

### Враца – Мездра
- Към 1 септември 2024 г. все още не е стартирана процедура за определяне на изпълнител за рехабилитацията на участъка.

### Мездра – Лютидол
- На 10 октомври 2018 г. е открита процедура по ЗОП за определяне на изпълнител за допълнително проектиране и строителство на обект: Път I-1 (E-79) „Мездра – Ботевград“ Лот 2 от km 161+367 до km 174+800.
- На 12 ноември 2018 г. е открита процедура по ЗОП за определяне на изпълнител на консултантска услуга (строителен надзор) във връзка с изпълнението на: Допълнително проектиране и строителство на обект: Път І–1 (Е-79) „Мездра – Ботевград” Лот 2, от km 161+367 до km 174+800.
- На 3 септември 2019 г. е сключен договор с ДЗЗД МБ ЛОТ 2-2019 (Европейски пътища АД, Водно строителство-Благоевград АД и Вахостав-СК, а.с. /ООД/ за строително-монтажни работи на участъка.
- На 10 октомври 2019 г. е сключен договор за упражняване на строителен надзор на лота с МБ КОНСУЛТ ДЗЗД (Контпас ЕООД, Строл 1000 АД, Ен Ар Консулт ЕООД, План Инвест Пловдив ЕООД и Арибал ООД).
- На 21 октомври 2019 г. е направена първа копка на обекта.
- На 10 октомври 2024 г. е подписан договор с ДЗЗД МБ ЛОТ 2-2019 по процедурата за проектиране и извършване на строително-монтажни работи по укрепване и обезопасяване на свлачища и нестабилни откоси по трасето на обект: „Път I-1 (Е-79) „Мездра – Ботевград“ ЛОТ 2 от км 161+367 до км 174+800.[4]

### Лютидол – Ботевград
- На 10 октомври 2018 г. е открита процедура по ЗОП за определяне на изпълнител за актуализация на технически проект и строителство на обект: път I-1 (E-79) „Мездра – Ботевград“ Лот 1 от km 174+800 до km 194+122.
- На 12 ноември 2018 г. е открита процедура по ЗОП за определяне на изпълнител на консултантска услуга във връзка с изпълнението на: Aктуализация на технически проект и строителство на обект: Път I-1 (E-79) „Мездра – Ботевград“ Лот 1 от km 174+800 до km 194+122.
- На 18 октомври 2019 г. е сключен договор за извършване на строително-монтажни работи на участъка с ОБЕДИНЕНИЕ ГЕОПЪТ ЛОТ 1 (ГЕОСТРОЙ АД и ПЪТСТРОЙ-92 АД).
- На 18 октомври 2019 г. е сключен договор за упражняване на строителен надзор на лота с ДЗЗД МЕЗДРА КОНСУЛТ (Трансконсулт-БГ ООД и Рутекс ООД).
- На 13 април 2023 г. са въведени в експлоатация 7,5 километра от участъка покрай населените места Новачене и Скравена.
- На 11 април 2025 г. е подписан договор с ОБЕДИНЕНИЕ ГЕОПЪТ ЛОТ 1 по процедурата за проектиране и извършване на строително-монтажни работи по укрепване и обезопасяване на свлачища по трасето на обект: „Път I-1 (Е-79) „Мездра – Ботевград“ ЛОТ 1 от км 174+800 до км 194+122.[5]

## Финансиране
| Участък               | Изпълнител                                                                            | Строителен надзор                                                                              | Дължина  | Стойност на строителството (и индексация) с ДДС * | Цена на километър с ДДС |
| --------------------- | ------------------------------------------------------------------------------------- | ---------------------------------------------------------------------------------------------- | -------- | ------------------------------------------------- | ----------------------- |
| обход на град Монтана | „Трейс Груп Холд” АД, „Пи Ес Ай“ АД                                                   | Обединение „ЕН АР – ИНФРАМ–2”                                                                  | 12,45 km | 46 572 618 лв.                                    | 3 740 773 лв.           |
| Монтана – Враца       | няма избран                                                                           | няма избран                                                                                    | 28,7 km  |                                                   |                         |
| обход на град Враца   | няма избран                                                                           | няма избран                                                                                    | 15 km    |                                                   |                         |
| Враца – Мездра        | няма избран                                                                           | няма избран                                                                                    | 9 km     |                                                   |                         |
| Мездра – Лютидол      | „Европейски пътища“ АД, „Водно строителство-Благоевград“ АД, „Вахостав-СК, а.с. /ООД/ | „КОНТПАС“ ЕООД, „СТРОЛ 1000“ АД, „ЕН АР КОНСУЛТ“ ЕООД, „ПЛАН ИНВЕСТ ПЛОВДИВ“ ЕООД, „АРИБАЛ“ООД | 13,4 km  | 475 920 000 лв.                                   | 35 516 418 лв.          |
| Лютидол – Ботевград   | „Геострой“, „Пътстрой-92“                                                             | „Трансконсулт – БГ“ ООД, „Рутекс“ ООД                                                          | 19,3 km  | 218 876 687 лв.                                   | 11 340 760 лв.          |
| Монтана – Ботевград   |                                                                                       |                                                                                                | 97,8 km  |                                                   |                         |

* Сумите са актуални към 15.04.2025 г.